# Sinar

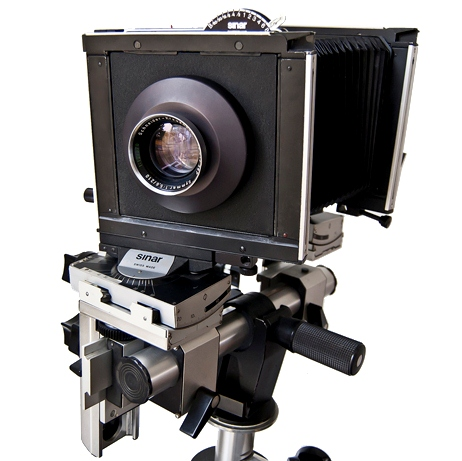
Sinar P (4×5")

Sinar is een maker van hoogwaardige fotografische apparatuur zoals technische camera's en digitale achterwanden.

## Algemeen
Sinar is vooral bekend geworden als maker van technische camera's. In de digitale tijd zijn ze ook gekomen met een reeks digitale achterwanden die bruikbaar zijn voor hun eigen en andere camera's. De camera's en achterwanden van Sinar worden vooral gebruikt in professionele omgevingen.
In september 2009 is Sinar overgenomen van Jenoptik door Sinar Photography AG. Op de Photokina van 2006 introduceerde Sinar samen met Franke & Heidecke (het tweede bedrijf met die naam) een nieuwe modulair digitaal fotografie systeem.